# Кална Ростока
Кална Ростока (слч. Kalná Roztoka) насељено је мјесто са административним статусом сеоске општине (слч. obec) у округу Сњина, у Прешовском крају, Словачка Република.

## Становништво
| Година:    | 1994. | 2004.    | 2014.   | 2024.    |
| ---------- | ----- | -------- | ------- | -------- |
| Број људи: | 694   | 604      | 570     | 510      |
| Разлика:   |       | -12,96 % | -5,62 % | -10,52 % |

| Година:    | 2023. | 2024.   |
| ---------- | ----- | ------- |
| Број људи: | 516   | 510     |
| Разлика:   |       | -1,16 % |

Према подацима о броју становника из 2024. године насеље је имало 510 становника.